# Sojus TMA-21
Sojus TMA-21 ist die Missionsbezeichnung für den Flug des russischen Raumschiffs Sojus zur Internationalen Raumstation (ISS). Im Rahmen des ISS-Programms trägt der Flug die Bezeichnung ISS AF-26S. Es war der 26. Besuch eines Sojus-Raumschiffs an der ISS und der 132. Flug im Sojusprogramm. Zu Ehren des 50. Jahrestages des ersten bemannten Raumflugs erhielt das Raumschiff den Namen „Juri Gagarin“.

## Besatzung
- Alexander Michailowitsch Samokutjajew (1. Raumflug), Kommandant, (Russland/Roskosmos)
- Andrei Iwanowitsch Borissenko (1. Raumflug), Bordingenieur, (Russland/Roskosmos)
- Ronald John Garan (2. Raumflug), Bordingenieur, (USA/NASA)[5]

## Ersatzmannschaft
- Anton Nikolajewitsch Schkaplerow (1. Raumflug), Kommandant, (Russland/Roskosmos)
- Anatoli Alexejewitsch Iwanischin (1. Raumflug), Bordingenieur, (Russland/Roskosmos)
- Daniel Christopher Burbank (3. Raumflug), Bordingenieur, (USA/NASA)

## Missionsverlauf
Diese Mission brachte drei Besatzungsmitglieder der ISS-Expeditionen 27 und 28 zur Internationalen Raumstation. Das Sojus-Raumschiff löste Sojus TMA-01M als Rettungskapsel ab. Der Start erfolgte am 4. April 2011 um 22:18 UTC.
Ursprünglich war die Rückkehr für den 8. September 2011 geplant, durch den Fehlstart einer Sojus-Rakete verzögerte sich jedoch der Start aller weiteren Raumschiffe, so dass die Flugleitung entschied, dass die Raumstation so lange wie möglich mit sechs Personen besetzt bleiben sollte. Mehr als eine Woche Verlängerung war jedoch nicht möglich, weil sonst keine Landung in Kasachstan bei Tageslicht möglich gewesen wäre.
Am 16. September 2011 um 0:38 UTC koppelte Sojus TMA-21 mit Samokutjajew, Borissenko und Garan an Bord ab. Damit begann auf der ISS die Expedition 29 mit Michael Fossum als Kommandant. Die Rückkehrkapsel landete kurz darauf in der Steppe von Kasachstan.